# Indofobia

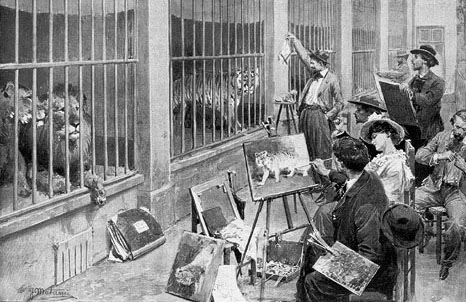
Artistas de animales en el Jardín des Plantes, París. De la revista "L'Illustration", 7 de agosto de 1902.

La fobia a los indios se refiere a la hostilidad hacia los habitantes de la India y la cultura de la India, y ciertos prejuicios contra los pueblos del sur asiático en general. La fobia hacia los indios es definida en el contexto de los prejuicios antiindios en el este de África, como la tendencia a reaccionar negativamente contra las personas de raíces indias especialmente en cuanto a su cultura y hábitos.